# Gotham (seriál)
Gotham je americký kriminální televizní seriál, natočený na motivy komiksů o Batmanovi vydavatelství DC Comics. Je zaměřen především na počátky policejní kariéry detektiva Jima Gordona (Ben McKenzie) a představení známých batmanovských postav. Seriál byl vysílán v letech 2014–2019 na stanici Fox, celkem vzniklo 100 dílů v pěti řadách.

## Příběh
Novým detektivem se na policejním okrsku v Gothamu stane Jim Gordon. Právě jemu a jeho partnerovi, detektivnímu veteránovi Harveymu Bullockovi, je přidělen ostře sledovaný případ vraždy prominentů města – miliardářů Thomase a Marthy Waynových. Policisté se seznámí s jejich malým synem Brucem, jenž byl svědkem zločinu a o kterého nyní pečuje rodinný komorník Alfred. Oba detektivové se snaží případ vyřešit, zároveň se ale musí potýkat s celým městem, které je prosáklé zkažeností a korupcí, včetně sporu dvou mafiánských rodin, vedených donem Falconem a donem Maronim. Druhá řada se zaobírá plánem Thea Galavana a jeho sestry Tabithy na ovládnutí města, včetně vyhlazení Waynovy rodiny, a tajnými bizarními experimenty doktora Huga Strange v projektu Indian Hill. Ve třetí řadě seriálu se obyvatelé Gothamu musí vypořádat s utečenci z Indian Hill, s hypnotizérem Jervisem Tetchem a tajným spolkem Court of Owls. Čtvrtá série se věnuje mystickému Ra's al Ghulovi, brutálnímu Professoru Pygovi, dceři dona Falconea Sofii a také skupině vedené Jeromem Valeskou, který shromáždil extrémně nebezpečná individua, s nimiž utekl z Arkhamského ústavu. V závěrečné páté řadě musí gothamská policie čelit gangům, které ovládly téměř celé město poté, co se po explozích zřítily mosty vedoucí na pevninu, a neochotě vlády poslat do města pomoc.

## Obsazení
- Ben McKenzie (český dabing: Filip Jančík) jako detektiv James „Jim“ Gordon
- Donal Logue (český dabing: Pavel Šrom) jako detektiv Harvey Bullock
- David Mazouz (český dabing: Jan Köhler [1. řada], David Štěpán [2.–5. řada]) jako Bruce Wayne
- Zabryna Guevara (český dabing: Martina Šťastná) jako kapitán Sarah Essenová (1. a 2. řada)
- Sean Pertwee (český dabing: Vladislav Beneš) jako Alfred Pennyworth
- Robin Lord Taylor (český dabing: Radek Kuchař) jako Oswald Cobblepot / Penguin
- Erin Richards (český dabing: Kristina Jelínková) jako Barbara Keanová
- Camren Bicondova (český dabing: Pavlína Dytrtová) jako Selina „Cat“ Kyleová
  - v posledním díle hrála tuto postavu jako host Lili Simmons (český dabing: Pavlína Dytrtová)
- Cory Michael Smith (český dabing: Jan Maxián) jako Edward Nygma / Riddler
- Victoria Cartagena (český dabing: Antonie Talacková) jako detektiv Renee Montoyová (1. řada)
- Andrew Stewart-Jones (český dabing: Ludvík Král) jako detektiv Crispus Allen (1. řada)
- John Doman (český dabing: Ladislav Županič) jako don Carmine Falcone (1. řada, ve 2.–4. řadě jako host)
- Jada Pinkett Smith (český dabing: Regina Řandová) jako Fish Mooney (1. řada, ve 2. a 3. řadě jako host)
- Morena Baccarin (český dabing: René Slováčková) jako doktorka Leslie „Lee“ Thompkinsová (2.–5. řada, v 1. řadě jako host)
- James Frain (český dabing: Zdeněk Podhůrský) jako Theo Galavan / Azrael (2. řada)
- Jessica Lucas (český dabing: Jana Páleníčková) jako Tabitha Galavanová (2.–5. řada)
- Chris Chalk (český dabing: Jiří Krejčí) jako Lucius Fox (2.–5. řada, v 1. řadě jako host)
- Drew Powell (český dabing: Bohdan Tůma) jako Butch Gilzean / Solomon Grundy (2.–4. řada, v 1. řadě jako host)
- Michael Chiklis (český dabing: Jiří Schwarz) jako kapitán Nathaniel Barnes (2.–3. řada)
- Nicholas D'Agosto (český dabing: Radek Hoppe) jako Harvey Dent (2. řada, v 1. řadě jako host)
- Maggie Geha (český dabing: Lucie Štěpánková) jako Ivy „Pamela“ Pepperová (3. řada, ve 4. řadě jako host)
  - v 1.–3. řadě hrála tuto postavu jako host Clare Foley (český dabing: Eliška Sochorová [1. řada], Klára Nováková [1.–3. řada])
  - ve 4.–5. řadě hrála tuto postavu jako host Peyton List (český dabing: Lucie Štěpánková)
- Benedict Samuel (český dabing: Josef Pejchal) jako Jervis Tetch / Mad Hatter (3. řada, ve 4.–5. řadě jako host)
- Alexander Siddig (český dabing: Jan Šťastný) jako Ra's al Ghul (4. řada, ve 3. řadě jako host)
- Crystal Reed (český dabing: Nina Horáková) jako Sofia Falcone (4. řada)

## Vysílání
| Řada | Díly | Premiéra v USA | Premiéra v USA  | Premiéra v ČR      | Premiéra v ČR      |
| Řada | Díly | První díl      | Poslední díl    | První díl          | Poslední díl       |
| ---- | ---- | -------------- | --------------- | ------------------ | ------------------ |
| 1    | 22   | 22. září 2014  | 4. května 2015  | 6. prosince 2015   | 14. února 2016     |
| 2    | 22   | 21. září 2015  | 23. května 2016 | 26. června 2016    | 4. září 2016       |
| 3    | 22   | 19. září 2016  | 5. června 2017  | 24. listopadu 2017 | 29. listopadu 2017 |
| 4    | 22   | 21. září 2017  | 17. května 2018 | bude oznámeno      | bude oznámeno      |
| 5    | 12   | 3. ledna 2019  | 25. dubna 2019  | bude oznámeno      | bude oznámeno      |

První díl seriálu měl premiéru 22. září 2014. V říjnu téhož roku byla oznámena objednávka na celosezónní řadu, tedy celkem 22 dílů. V lednu 2015 byla objednána druhá řada s premiérou stanovenou na podzim 2015. Třetí řady ohlásila televize Fox 16. března 2016, přičemž úvodní díl měl premiéru 19. září 2016. V květnu 2017 objednala stanice Fox čtvrtou řadu, jejíž první díl byl odvysílán 21. září 2017. V květnu 2018 bylo oznámeno, že seriál získal pátou, finální řadu, jejíž vysílání bylo zahájeno 3. ledna 2019. Závěrečný, 100. díl seriálu, měl premiéru 25. dubna 2019.
V Česku je seriál Gotham premiérově vysílán od podzimu 2015 na stanici Nova Action.